# Spizocorys sclateri
Spizocorys sclateri е вид птица от семейство Чучулигови (Alaudidae). Видът е почти застрашен от изчезване.

## Разпространение
Видът е разпространен в Намибия и Южна Африка.